# 一夕会
一夕会（いっせきかい）は、昭和初期の日本陸軍内に存在した派閥。

## 概要
帝国陸軍の人事を掌握していた長州藩閥の一掃および総力戦体制の構築を目標として、陸軍士官学校を卒業した佐官級の幕僚将校らによって結成された。
ほどなく一夕会の会員が陸軍中枢を占めるようになったが、国策を巡る意見の相違や、荒木貞夫陸相への評価を巡って内部対立が発生し、皇道派と統制派に分裂することとなった。

## 会員
- 陸士14期　小川恒三郎[注釈 1]
- 陸士15期　河本大作、山岡重厚
- 陸士16期　永田鉄山、小畑敏四郎、岡村寧次、小笠原数夫、磯谷廉介、板垣征四郎、黒木親慶[注釈 2]
- 陸士17期　東條英機、渡久雄、工藤義雄、飯田貞固
- 陸士18期　山下奉文、岡部直三郎、中野直三
- 陸士20期　橋本群、草場辰巳、七田一郎
- 陸士21期　石原莞爾、横山勇、町尻量基
- 陸士22期　本多政材、北野憲造、村上啓作、鈴木率道、鈴木貞一、牟田口廉也
- 陸士23期　清水規矩、岡田資、根本博
- 陸士24期　沼田多稼蔵、土橋勇逸、深山亀三郎、加藤守雄
- 陸士25期　下山琢磨、武藤章、田中新一、富永恭次

## 経緯

### 結成の土壌
一夕会が結成される以前、参加した将校らのクラスでは以下の2点の問題意識があり、これらの解消が求められた。
- 長州閥の排除…帝国陸軍は建軍以来、明治維新を成し遂げた長州藩の藩閥勢力が中枢を握っているとされたことから、この弊害を一掃することを考えていた[注釈 3][1]。
- 総動員体制の構築…第一次世界大戦では、欧州各国は国内の全産業を国家意思の下に動かして、互いの総力を覆すべく戦った（総力戦）。これを目撃した永田らが起点となって、来る次の戦争に備えて、総力戦体制構築のための運動が展開されることとなる[2]。また、総力戦を遂行するための膨大な資源の獲得先として、日本が権益を持っていた満洲の領有が立案された[3]。

### 一夕会の結成
一夕会の前身にあたる陸軍将校の会合は二つあり、一つは二葉会、もう一つは木曜会である。その2つの会合が直接統合したというわけではなく、木曜会の会合に二葉会の永田や東條が顔を出すようになったのを契機として、それらの会は継続されたまま、新たに一夕会という会合が持たれたという方が近い。実際、一夕会成立後も二葉会や木曜会の会合は見られる。永田、小畑、岡村が主導し、永田が中心的存在であったとされている。
メンバーは二葉会の方が年齢も地位も高く、木曜会の鈴木がこれらの勢力を取り込み軍内での勢力拡大を企図したことや、永田が地道な研究活動により改革を実現するよりも、自身や自身を含む勢力が権力を持つことによって目標を達成していく志向を持ったことなどが、一夕会成立の要因とされる。

### 陸軍中枢の掌握
結成直後、一夕会の活動方針として、以下3点が決議がされた。
1. 陸軍の人事を刷新し諸政策を強力に進めること
2. 満蒙問題の解決に重点を置くこと
3. 荒木貞夫、真崎甚三郎、林銑十郎の三大将[注釈 5]を盛りたてること

まず、陸軍中央の重要ポスト掌握に向けて動いた。最初の会合の直後である1929年（昭和4年）5月21日、岡村が全陸軍の佐官級以下の人事に大きな権限をもつ人事局補任課長に就任。岡村は直属の上司の人事局長に小磯國昭を任命させるよう動いたがこれには失敗する。同年8月の人事異動の後、岡村は人事局の課員に七田一郎、加藤守雄、北野憲造らを就任させた。岡村の後任の人事課長には磯谷廉介が就任し、加藤守雄が高級課員となっている。翌1930年8月、永田が予算配分に強い発言力をもち、全陸軍におけるもっとも重要な実務ポストである軍務局軍事課長に就任。渡久雄が参謀本部欧米課長に就任。
これより前、1928年（昭和3年）には関東軍高級参謀であった河本大作が張作霖爆殺事件（満洲某重大事件）を起こしていたが、同年10月に石原が関東軍主任参謀に、翌1929年（昭和4年）5月には、板垣が河本の後任の関東軍高級参謀になる。そのころには加藤守雄が補任課員であり、その働きかけによるものとみられている。
1931年（昭和6年）8月には、鈴木が軍事課支那班長に、東條が参謀本部動員課長に、武藤が同作戦課兵站班長に就任するなど、満洲事変開始期には、陸軍中央部の主要中堅ポストは一夕会メンバーで占められていた。また、1931年8月に荒木貞夫が教育総監部本部長に就任した。
- 陸軍省
  - 軍事課　課長・永田鉄山、高級課員・村上啓作、支那班長・鈴木貞一、外交班長・土橋勇逸、課員・下山琢磨、鈴木宗作（木曜会）
  - 補任課　課長・岡村寧次、高級課員・七田一郎、課員・北野憲造
  - 徴募課　課長・松村正員（二葉会）
  - 馬政課　課長・飯田貞固
  - 動員課　課長・沼田多稼蔵
  - 整備局　局員・本郷義夫（木曜会）
- 参謀本部
  - 動員課　課長・東條英機
  - 庶務課　庶務班長・牟田口廉也
  - 作戦課　兵站班長・武藤章
  - 欧米課　課長・渡久雄
  - 支那課　支那班長・根本博
  - 運輸課　課長・草場辰巳
  - 参謀本部部員・岡田資、清水規矩、石井正美（木曜会）、澄田睞四郎（木曜会）
- 教育総監部
  - 第二課　課長・磯谷廉介
  - 庶務課　課長・工藤義雄（二葉会）
  - 砲兵監部部員・岡部直三郎
  - 教育総監部部員・田中新一
- 航空本部
  - 第一課　課長・小笠原数夫
- 内閣資源局
  - 企画第二課　課長・横山勇
- 関東軍
  - 高級参謀・板垣征四郎
  - 作戦主任参謀・石原莞爾
  - 奉天特務機関長・土肥原賢二（二葉会）

そして彼らは満蒙問題の解決や高度国防国家の建設に乗り出すことになる。メンバーの努力で、満洲問題は武力解決の必要があることが陸軍内で認識されるようになり、陸軍中央部では永田、鈴木貞一らが動き、関東軍では石原、板垣らが動くことで満洲事変の準備が整えられた。1930年（昭和5年）11月、永田は満洲出張の際に、攻城用の24糎榴弾砲の送付を石原らに約束し、翌1931年（昭和6年）7月、奉天の独立守備隊兵営内に据え付けられた。
1931年（昭和6年）12月に荒木が陸軍大臣就任。次いで1932年（昭和7年）1月に真崎が参謀次長に、同5月に林が教育総監に就任し、三将軍擁立は実現された。

### 分裂・抗争
しかし実際に満洲事変の処理で各人が忙しくなると、会合を持つのが困難になった。そして翌1933年（昭和8年）には、分裂するに至る。その原因として、以下の諸点があげられる。
- 対ソ方針…満洲国はソ連と国境を接している脅威的存在である。これへの対応を巡って、一夕会の中堅幹部であった小畑と永田の間で対立があった。小畑は、ソ連がロシア革命からの国力回復を果たす前に対ソ開戦し、これを壊滅させるべきと考えた。対して永田は、これに失敗して長期戦になった場合に日本側が国力を保てなくなることを懸念。国内の改革や満洲の経営を行って体制を整えるのが先決であるとした。具体的には、日ソ不可侵条約と東支鉄道買収について永田は賛成し、小畑は反対していた[5]。二人が対立したときには同期の岡村が仲裁に入っていたが、岡村が上海派遣軍参謀副長になったこともあり、この2人の溝は埋められなかった。
- 人事を巡っての対立…一夕会を率いていた荒木は陸相になったが、組織運営に必要な能力に欠けるところがあり、予算獲得で海軍に丸め込まれて減額されるなど、幕僚クラスの他の一夕会のメンバーに支持されない傾向があった。しかし一方で、個人的にはおおらかな精神主義的な性格を持っており、一夕会のメンバーよりも下級の、青年将校には人気があった。彼ら青年将校と、一夕会の幕僚らは互いに相いれないところがあった（後述）[6]。

1933年5月頃、一夕会は分裂。真崎、小畑ら荒木に従った側は皇道派、荒木と袂を別った林、永田らは統制派と呼称されるようになる。
1934年1月、荒木は発病により陸相を辞任。後任の陸相には真崎を推したが、真崎の参謀次長としての職務姿勢に反感を抱いていた参謀総長の閑院宮載仁親王が反対したため三長官合意の慣例によって取りやめになっており、統制派の林が陸相、真崎は教育総監となる。
林は軍務局長に同じく統制派の永田を引き上げた。永田の重要な任務は、皇道派の青年将校の政治運動の抑制であった。当時、皇道/統制両派は社会革新を巡って対立していた。統制派は、一夕会の主力であった陸大卒の幕僚は省内要職に就くことが約束されたエリートであったことから、高級官僚の立場での社会革新を志した。一方、皇道派の主力は陸軍士官学校卒クラスの青年将校であり、不況で苦しむ一般兵士や民間の実情を知りながら、陸軍中枢での出世の道はなかった。彼らは急進的な社会革新を目指す「昭和維新」運動に親近感を抱き、北一輝や西田税ら民間活動家と接近、思想的なよりどころとする。彼らが陸軍首脳陣の中から荒木を頭目として慕った。これは、荒木が、上述のように陸軍省の運営能力に劣った一方で、「非凡な精神家」との評価が定着しており、実際に下士官に過ぎなかった青年将校と親しく交わり、世情に悲憤慷慨する彼らを惹きつけるような人格であったためである。
林・永田ら統制派は、皇道派の青年将校が荒木・真崎らの権威を頼みに暴発して、血盟団事件に次ぐテロが陸軍主導で起こるのを防ぐべく、皇道派の排除を進める。1934年11月、士官学校事件が発生。皇道派のクーデター未遂の発覚を受けて、一部が免官の処分を受ける。1935年7月、真崎から渡辺錠太郎への教育総監への交替が提案される。真崎本人が同意しなかったため三長官同意は成立しなかったが、林が自身の責任の上で上奏、人事を発令し、真崎は閑職である軍事参議官に転任する。
真崎の更迭後、皇道派の憤激は永田に集中。8月12日、皇道派の相沢三郎は白昼陸軍省に押し入り、永田を惨殺するに及ぶ（相沢事件）。両派の対立は翌1936年2月の二・二六事件で頂点を迎える。皇道派青年将校はクーデターを起こし、統制派の渡辺らが暗殺される。
しかしこのクーデターは昭和天皇の勅命により数日のうちに鎮圧され、「朝敵」となった皇道派は処分によって壊滅する。陸軍は統制派が掌握したのち、1937年の盧溝橋事件を皮切りに、長い戦争へと突入してゆく。